# Bischofswiesen
Bischofswiesen est une commune du land allemand de Bavière. C'est aussi le nom de la station de sports d'hiver, située entre Bad Reichenhall et Berchtesgaden.

## Sites et édifices

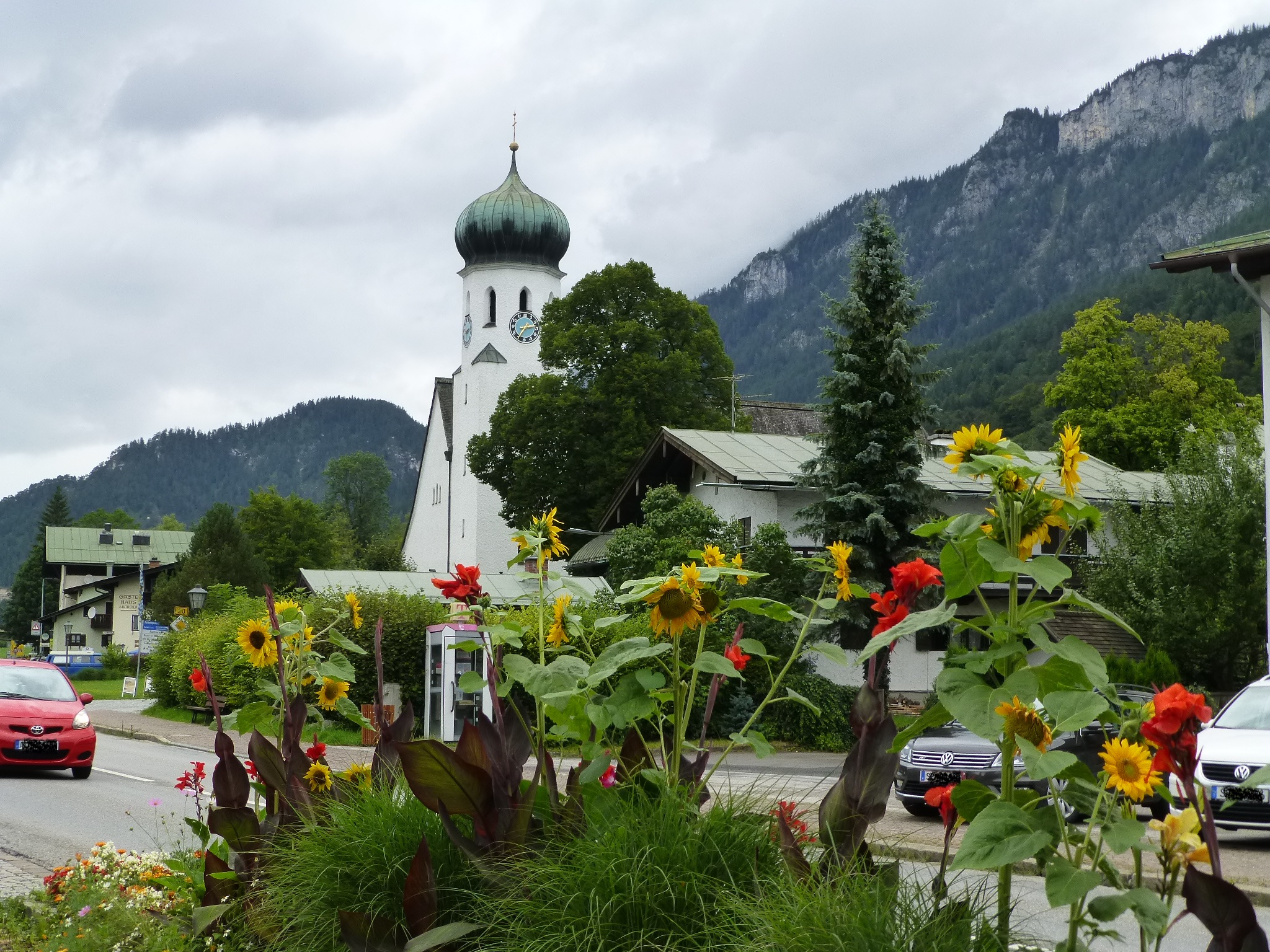
L'église à bulbe, Cœur de Jésus.

La station de sports d'hiver de Bischofswiesen a déjà accueilli des épreuves de coupe du monde de ski alpin dans les années 1980.
Sur le territoire cette commune se trouve la plus longue et plus profonde cavité naturelle souterraine d'Allemagne, le Riesending-Schachthöhle (de),.